# Villa di Tirano
Villa di Tirano (Vila de Tiràn in dialetto valtellinese) è un comune italiano di 3 005 abitanti della provincia di Sondrio in Lombardia.

## Società

### Evoluzione demografica
Abitanti censiti

## Amministrazione

### Divisione tradizionale
È tradizionalmente suddivisa in 11 contrade:
- Campagna
- S. Antonio
- Derada
- Piazza
- Maranta
- Peita
- Beltramelli
- Novaglioli
- Sonvico
- Valpilasca
- Ragno